# 豊岡村 (栃木県)
豊岡村（とよおかむら）は栃木県の北西部、河内郡に属していた村である。

## 地理
- 河川：鬼怒川、板穴川、小百川、砥川、大谷川

## 歴史
- 1889年（明治22年）4月1日 町村制施行により、大桑村、轟村、大渡村、町屋村、芹沼村、芹沼新田、倉ヶ崎村、倉ヶ崎新田、小百村、原宿村、佐下部村、栗原村、川室新田、高柴新田が合併し河内郡豊岡村が成立する。
- 1954年（昭和29年）3月31日 上都賀郡落合村とともに上都賀郡今市町へ編入、市制施行し今市市となる。

## 行政
- 豊岡村長

| 代 | 氏名       | 就任                       | 退任                       | 備考 |
| -- | ---------- | -------------------------- | -------------------------- | ---- |
| 1  | 沼尾徳造   | 1889年（明治22年）6月      | 1893年（明治26年）4月      |      |
| 2  | 川村重次郎 | 1893年（明治26年）6月      | 1897年（明治30年）4月      |      |
| 3  | 渡辺武太郎 | 1897年（明治30年）6月      | 1899年（明治32年）4月      |      |
| 4  | 星萬平     | 1899年（明治32年）10月     | 1900年（明治33年）4月      |      |
| 5  | 伴五平     | 1900年（明治33年）3月17日  | 1901年（明治34年）2月8日   |      |
| 6  | 狐塚延生吉 | 1901年（明治34年）2月9日   | 1904年（明治37年）3月9日   |      |
| 7  | 福田万吉   | 1904年（明治37年）3月10日  | 1908年（明治41年）3月28日  |      |
| 8  | 狐塚延生吉 | 1908年（明治41年）6月1日   | 1911年（明治44年）12月5日  |      |
| 9  | 川村重次郎 | 1912年（明治45年）1月4日   | 1915年（大正4年）12月25日  |      |
| 10 | 福田万吉   | 1915年（大正4年）12月27日  | 1919年（大正8年）12月24日  |      |
| 11 | 福田万吉   | 1919年（大正8年）12月25日  | 1923年（大正12年）12月22日 |      |
| 12 | 福田万吉   | 1923年（大正12年）12月25日 | 1925年（大正14年）4月2日   |      |
| 13 | 手塚才次郎 | 1925年（大正14年）4月3日   | 1929年（昭和4年）4月9日    |      |
| 14 | 福田万吉   | 1929年（昭和4年）4月20日   | 1933年（昭和8年）4月19日   |      |
| 15 | 沼尾弘寿   | 1933年（昭和8年）4月20日   | 1937年（昭和12年）4月19日  |      |
| 16 | 星嘉悦     | 1937年（昭和12年）4月20日  | 1941年（昭和16年）4月19日  |      |
| 17 | 沼尾弘寿   | 1941年（昭和16年）4月30日  | 1945年（昭和20年）4月30日  |      |
| 18 | 川村彦四郎 | 1945年（昭和20年）6月1日   | 1946年（昭和21年）12月28日 |      |
| 19 | 沼尾欽一   | 1947年（昭和22年）4月6日   | 1948年（昭和23年）9月28日  |      |
| 20 | 福田新作   | 1948年（昭和23年）11月6日  | 1951年（昭和26年）4月6日   |      |
| 21 | 伴五兵衛   | 1951年（昭和26年）5月14日  | 1954年（昭和29年）3月30日  |      |

出典:『栃木県町村合併誌 第一巻』, p. 198-199、『いまいち市史 通史編6』, p. 48,94,402